# Guante de críquet

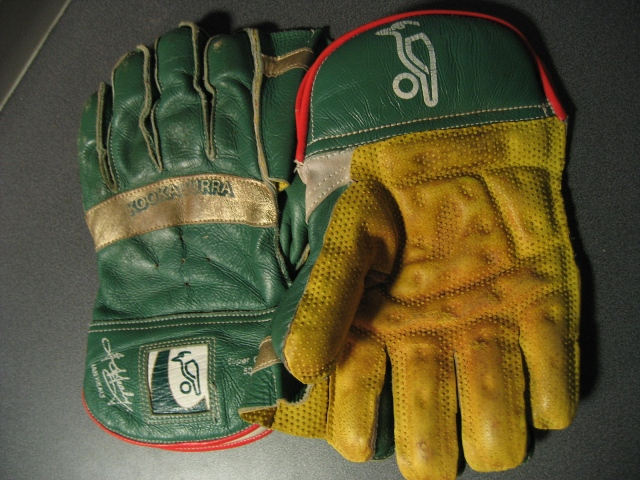
Los guantes del receptor.

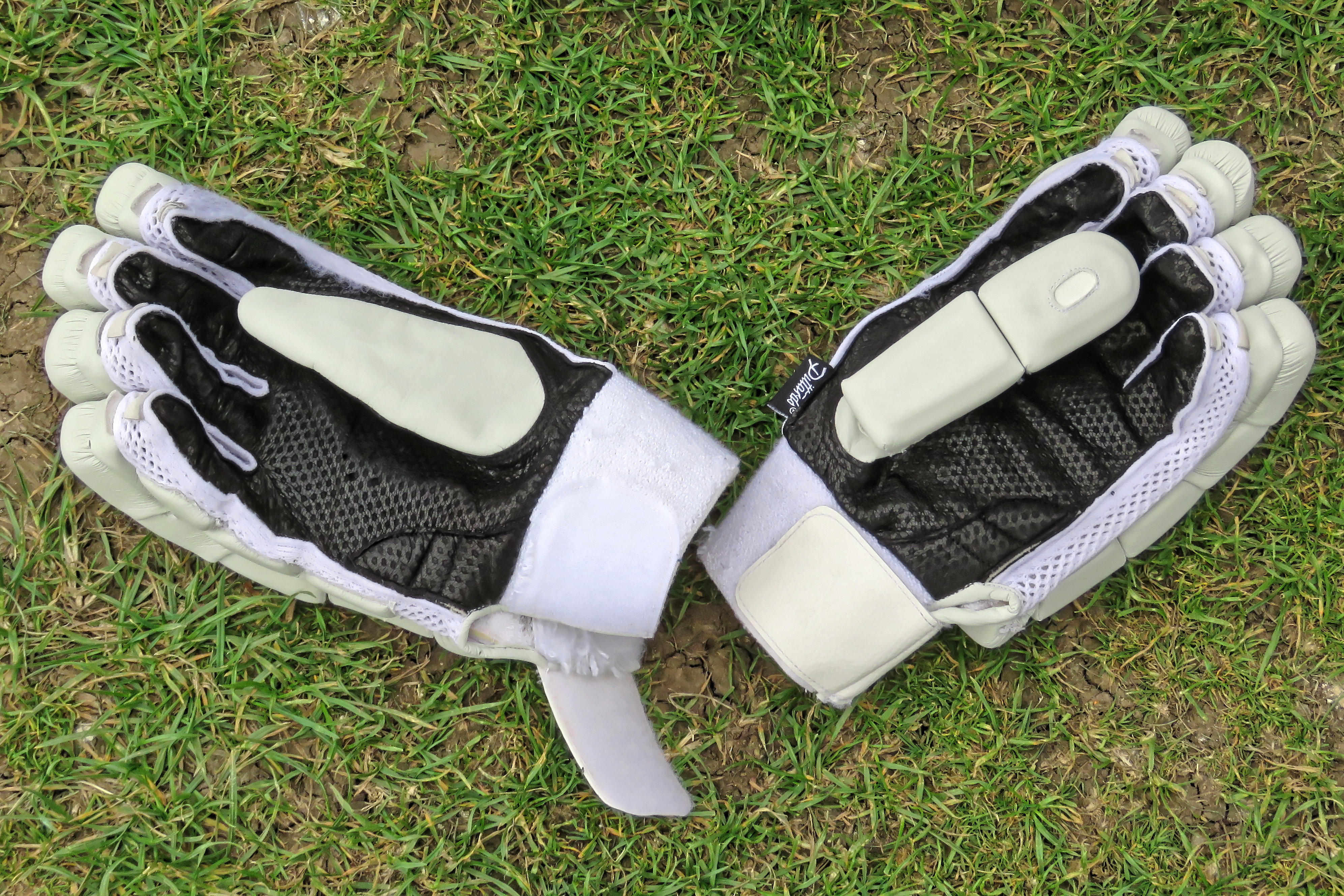
Los guantes del bateador.

En críquet, los bateadores y el receptor son los únicos jugadores que pueden vestir guantes. Los guantes de los bateadores protegen del impacto de la pelota, pero si la pelota toca un guante y este está tocando el bate, se considera como si la pelota hubiese tocado el bate; así, un bateador puede ser eliminado por tocar la pelota con el guante si aquella luego es capturada por un jugador defensivo. También es posible que el bateador anote carreras luego de que la pelota impacte en sus guantes. 
Los guantes del receptor cubren sus manos y un poco del espacio entre su pulgar y su mano, y le ayudan en capturar la pelota.